# Universal Robots
Universal Robots (Abkürzung: UR) ist ein dänischer Hersteller von industriellen, kollaborierenden Leichtbaurobotern (Cobots) mit Sitz in Odense, Dänemark. Der Umsatz des Unternehmens betrug im Jahr 2017 151 Millionen Euro. Das Unternehmen beschäftigt 620 Mitarbeiter und hat in 50 Ländern Vertriebspartner. Die Firma gilt als Pionier und Weltmarktführer in ihrem Bereich.

## Geschichte
Universal Robots wurde 2005 von den Ingenieuren Esben Østergaard, Kasper Støy und Kristian Kassow gegründet. Ziel des Unternehmens ist die Entwicklung kleiner, kollaborierende Roboter (auch Cobots oder kollaborierende Leichtbauroboter genannt) für mittelständische Unternehmen. Den Markt für große Industrieroboter sahen die beiden Gründer bereits gesättigt. Im Jahr 2008 waren die ersten UR5-Cobots auf dem Markt erhältlich, seit 2012 ist der zweite Cobot UR10 auf dem Markt.
Im Frühjahr 2015 wurde der Cobot UR3 als Tischgerät eingeführt. Im gleichen Jahr übernahm Teradyne Universal Robots für 285 Millionen US-Dollar.
Auf der Automatica-Messe 2018 in München stellte UR eine neue Generation von Cobots namens e-Series vor, die eine vergleichsweise einfachere Nutzeroberfläche aufweist.
Universal Robots hat, neben der Zentrale in Odense (Dänemark), insgesamt 23 weitere Unternehmensstandorte in insgesamt 15 weiteren Ländern.

## Produkte
Die erste Cobot Produktreihe besteht aus drei Cobots, dem UR3, dem UR5 und dem UR10. Alle drei sind sechsgelenkige Roboterarme mit einem Gewicht von 11 kg, 18 kg und 28 kg. Der UR3 und der UR5 haben eine Hubkraft von 3 und 5 kg und einen Arbeitsradius von 500 mm und 850 mm (19,7 Zoll; 33,5 Zoll). Der UR10 verfügt über eine Hubkraft von 10 kg bei einem Radius von 1300 mm.
Die vier Hauptprodukte sind die Cobots der e-Series-Generation, erkennbar an einem e am Ende des Produktnamens: UR3e, UR5e, UR10e und UR16e. Im Vergleich zur vorangegangenen Serie weisen sie eine höhere Genauigkeit sowohl für die Positionswiederholbarkeit (± 0,03, ± 0,03, ± 0,05 und ± 0,05 mm) als auch für die Kraft (± 3,5, ± 4,0, ± 5,5 und ± 5,5 N) und das Drehmoment (± 0,10, ± 0,30, ± 1 und ± 1,6) auf, da sie einen integrierten Kraft- / Drehmomentsensor besitzen. Außerdem sind sie mit TÜV und ISO zertifizierten Sicherheitsfeatures ausgestattet, die vom Benutzer selbstständig angepasst werden können. Der UR16e besitzt eine Hubkraft von 16 kg und einen Arbeitsradius von 900 mm.
Ebenfalls gibt es mit dem Online-Showroom UR+ weitere Produkte wie Endgeräte, Kameras und Software, die für die Robots genutzt werden können.

## Anwendungsbereiche
Durch Forschung und Entwicklung im Bereich der Robotik werden immer mehr Anwendungsbereiche erschlossen.
Die Cobots von Universal Robots finden unter anderem Anwendung in der Metallbau-, in der Automobilbau- und in der Logistikindustrie, als auch in der Pharma-, der Kosmetik- und in der Medizinbranche.  Die UR Cobots dürfen in Spezialumgebungen wie Reinräumen eingesetzt werden aber auch in Industriellen Räumen sowie in unmittelbarer Nähe von Menschen.

## Auszeichnungen (Auszug)
- MM Award 2016 für UR3[36]
- Gewinner Leadership in Automation Award 2016 und 2017[37]
- Gewinner Top Robot Company und Most Outstanding Contribution Award 2017 für UR China[37]
- Silver Award 2017 der China International Industry Fair (CIIF)[37]
- Gewinner Electronics Maker Award 2017 in der Kategorie  “The Best Robotics Company” der Indian Electronics and Semiconductor Association (IESA)[37]
- Prädikat BEST OF in der Kategorie Service & Dienstleistungen des Industriepreis 2017 für UR+[38]
- Gewinner Collaborative Innovation Leadership Award 2018[39]
- Gewinner Engelberger Robotics Award 2018[40][41]
- Gewinner DenmarkBridge Award 2018[42]